# Ksp M/42中型機槍
Ksp M/42（瑞典語：Kulspruta M/42；解作「M/42式機槍」）是由位於瑞典埃斯基爾斯蒂納市（Eskilstuna）的卡爾·古斯塔夫城市步槍兵工廠（目前已經與佛倫內德飛比斯福肯軍械公司合併）特許生產的白朗寧M1919A6瑞典修改型的官方編號，為一款可散式彈鏈供彈及後座作用式操作的全自動氣冷式中型機槍，先後發射6.5×55毫米、8×63毫米M/32和7.62×51毫米北约（1975年）口徑三種步枪子彈。

## 概述
Ksp M/42被用作步兵支援武器，並且架設在常規的三腳架以上。該機槍的缺點是過重，甚至與Ksp M/36同等，這使得步兵意識到需要更輕便的機槍。
在1950年代初期，Ksp M/42B是其輕便型版本，具有獨特的兩腳架、肩托（使用方式與M1919A6的相似）和鏟形握柄，初期口徑為6.5×55毫米，其後改為7.62×51毫米北约口徑，可以通過其耐腐蝕綠色表面處理所識別。
即使如此，Ksp M/42B仍然顯得過重，因此被Ksp 58（FN MAG）所取代。1970年代中期，該機槍經過改膛修改，使其可以發射7.62×51毫米北約口徑步枪子彈。在1980年代後期，大多數剩餘的Ksp M/42被重新構建為7.62×51毫米北約口徑的Ksp M/39，將其搭載於CV90裝甲戰鬥車以內。
在刚果危机期間，它被瑞典軍隊所使用。

## 資料來源
1. ↑  .   [2020-03-02]. （原始内容存档于2013-05-18）.
2. ↑  . veteranarkiv.fba.se.   [8 March 2019]. （原始内容存档于2020-02-29） （瑞典语）.

## 外部連結
- （英文）—KAF frontpage （页面存档备份，存于）